# Vol Ozark Air Lines 650
Le 20 décembre 1983, un Douglas DC-9 effectuant le vol Ozark Air Lines 650, un vol intérieur régulier entre l'aéroport de Sioux City, dans l'Iowa, et l'aéroport régional de Sioux Falls, dans le Dakota du Sud, est entré en collision avec un chasse-neige présent sur la piste, lors de son atterrissage à Sioux Falls. Le conducteur du chasse-neige a été tué et deux membres d'équipage à bord ont été blessés.

## Accident
Le vol 650 a quitté Sioux City à 12h53, et a atteint son altitude assignée de 11 000 pieds (3 352 mètres). À 13h06, les contrôleurs d'approche de l'aéroport régional de Sioux Falls ont émis des instructions demandant aux pilotes de descendre à 3 400 pieds (1 036 mètres) et de s'aligner vers l'axe de le piste 3 de l'aéroport. Le vol 650 est autorisé pour l'approche à 13h11. 
À 13h13, alors que l'appareil est à environ six kilomètres de l'aéroport, le contrôle aérien a ordonné aux pilotes de contacter la tour de l'aéroport. Le commandant de bord a accusé réception de l'instruction, mais n'a pas contacté la tour de contrôle. Lorsque le vol 650 est à environ quatre kilomètres de la piste, la tour a contacté le vol et le commandant de bord a alors répondu. La tour a ensuite autorisé le vol 650 à atterrir, donnant une portée visuelle de piste de 3 500 pieds (1 067 mètres). Cependant, la tour n'a pas avisé le vol 650 des opérations de déneigement en cours sur la piste 3.
L'équipage a d'abord vu les feux d'approche au sol, après être descendu à une altitude de 200 pieds (60 mètres), puis la piste d'atterrissage. Étant donné que l'ATIS a signalé à l'équipage la présence de chutes de neige, et que les pilotes n'ont pas été informé des opérations de déneigement sur la piste, ils n'ont pas été surpris de voir de la neige souffler sur la piste. 
À environ 300 mètres au-delà du seuil de la piste 3, l'avion a effectué un toucher des roues en douceur et les pilotes ont déployé les inverseurs de poussée. Le copilote a commencé à appliquer la réduction de poussée des deux réacteurs lorsque l'avion est entré dans un nuage de neige. L'aile droite du DC-9 a ensuite percuté un chasse-neige sur la piste. 
La violence de l'impact a arraché l'aile droite de l'appareil, détruisant le chasse-neige et tuant sur le coup son conducteur, Douglas Stoner, âgé de 38 ans. L'avion a effectué une rotation de 180°, avant de s'immobiliser à gauche de l'axe de la piste. Aucun passager n'a été blessé lors de l'évacuation, mais deux membres d'équipage ont été légèrement blessés.

## Enquête
L'enquête révèle que les opérations de déneigement étaient gérées depuis la tour de contrôle. Le chasse-neige (indicatif d'appel Sweeper 7) a régulièrement reçu l'ordre de quitter de la piste pour accommoder les arrivées et les départs. 
Lorsque le vol 650 a été transféré du contrôle d'approche à la tour, il n'a pas établi de contact avec la tour. Le contrôleur de la tour a finalement contacté le vol 650 et l'a autorisé à atterrir. Cependant, aucune communication n'a été établie entre la tour de contrôle et Sweeper 7 après le transfert du vol 650 aux contrôleurs de la tour. 
De plus, ni le contrôleur d'approche, ni la tour n'a informé le vol 650 que des opérations de déneigement étaient en cours sur la piste 3. L'ATIS a indiqué que des chute de neige étaient présentes sur l'aéroport, ce qui a amené les pilotes à ne pas s'inquiéter lorsqu'ils ont aperçu de la neige souffler sur la piste. 
Le rapport final a conclu que les opérations de déneigement n'ont pas été adéquatement supervisées par la tour de contrôle de l'aéroport.